# Davit Chakvetadze
Pour les articles homonymes, voir Chakvetadze.
Davit Chakvetadze est un lutteur russe né le 18 octobre 1992 à Koutaïssi. Il a remporté la médaille d'or des moins de 85 kg aux Jeux olympiques d'été de 2016 à Rio de Janeiro.